# Deflexión de sistemas estructurales
En análisis estructural, se considera a las deflexiones, como la respuesta estructural, porque expresa, un momento de parámetros, que responde, a una acción de cargas aplicadas (cargas muertas, sismos, etc.), las deflexiones son en cantidades no visibles.
Las deflexiones, en estructuras, se pueden estimar, mediante métodos de cálculo, que se hará mención de los más conocidos.
- Método de trabajo real: Este método utiliza el principio de conservación de energía, que genera el trabajo externo, el cual debe ser igual al trabajo interno de deformación producto por los esfuerzos causadas por las cargas. La desventaja del método radica en su limitación, porque solo analiza una incógnita, no se amplía este método a más de un desplazamiento o rotación.
- Método de Castigliano: Este método es el Teorema de Castigliano, que, es la derivada parcial del trabajo de la deformación elástica, expresada en función de la fuerza; es igual al desplazamiento de su punto de paliación y sentido de las fuerzas.
- Método de trabajo virtual: Este método es el más versátil de los métodos tradicionales, para evaluar deflexiones elásticas de estructuras. Este método solo es aplicable a aquellos casos, en donde está permitido la superposición, por su forma finita de análisis.
- Método de la doble integración: Este método permite ver, la ecuación de curvatura de la viga, la cual resulta del análisis de la ecuación diferencial de la línea elástica de una viga a flexión pura. La primera integración de la ecuación da la pendiente de la elástica en cualquier punto; la segunda integración se obtiene la ecuación de la elástica misma.
- Método de área de momentos: Este método, se basa en dos teoremas, que resultan muy útiles, para el cálculo de pendientes y deflexiones de vigas y pórticos.

- Método de la viga conjugada: Este método consiste en cambiar el problema de encontrar, las pendientes y deflexiones causadas en una viga por un sistemas de cargas aplicadas. Tiene la ventaja de que no necesita conocer previamente un punto de tangente cero, por lo cual se puede averiguar directamente la pendiente y deflexión en cualquier punto de la elástica.

Todos estos métodos, son adecuados, para cálculo estima de la deflexión, estructural.